# Източна Азия
Източна Азия е регион на Азия. Площта му е около 6 640 000 km² или 15% от тази на континента. Там живеят над 1500 милиона души, 40% от населението на Азия и 1/4 от населението на света. Гъстотата на населението е 230 души/km², пет пъти повече от средното за света. Източна Азия включва главно териториите, които принадлежат към басейна на Тихия океан, т.е. зоната, покрита от високите хималайски планини, Памир, Алтай, планините Джаблан и река Амур. Източна Азия включва териториите на Китай (Хонконг, Макао), Монголия, Народна демократична република Корея (Северна Корея), Република Корея (Южна Корея), Япония и Тайван.

## Население
Територията на Източна Азия е една от най-населените в света. Повече от 1,6 милиарда души живеят в източен Китай, по-точно в Китайската низина, Манджурия, Корейския полуостров и Япония. По религиозна принадлежност населението на Източна Азия изповядва главно ученията на конфуцианството, будизма и даоизма. Например конфуцианството в Китай представлява около 90% от населението, будистите в Китай само около 5%, в Южна Корея около 50%, в Монголия повече от 90%. В Япония около 80% от населението са едновременно привърженици на синто и будизма. На остров Тайван преобладават привържениците както на конфуцианството, така и на будизма, а около 20% принадлежат на даоизма. Характерно е, че в Южна Корея над 40% са християни, предимно от протестантска и католическа религия, докато в Северна Корея хората са официално нерелигиозни и неофициално изповядват будизма, християнството и шаманизма. Езиците, които се говорят в Източна Азия, принадлежат към езиковите семейства: китайско-тибетски, тонга-манджу и монголски. Голямото население на много нации говори различни езици с много диалекти. В Китай и Тайван китайският език е много диалектен. Използва се китайска йероглифна писменост. Монголският е официалният език с кирилицата от 1945 г., а по-късно е върнат към старомонголската писменост от 13 век. На Корейския полуостров и двете страни говорят корейски и използват отделна корейска писменост. В Япония населението използва японски език и японска писменост.

## География
Регионът заема площ от 6 640 000 km². Районът се характеризира с висока сеизмична активност. Климатът в източната част е мусонен, сезонно влажен, не са рядкост тайфуните и наводненията. В части от Източна Азия, като Монголия и Тибет, които са отдалечени от океана, климатът е по-суров, съответно континентален и планински. Най-голямата държава в региона е Китайската народна република.

### Държави
| Държава       | Площ          | Население (2018) | Гъстота         | ИЧР   | Столица    |
| ------------- | ------------- | ---------------- | --------------- | ----- | ---------- |
| Китай         | 9 640 011 km² | 1 427 647 786 д. | 138 души/km²    | 0,752 | Пекин      |
| Хонконг       | 1104 km²      | 7 371 730 д.     | 6390 души/km²   | 0,933 | Хонконг    |
| Макао         | 30 km²        | 631 636 д.       | 18 662 души/km² | 0,909 | Макао      |
| Япония        | 377 930 km²   | 127 202 192 д.   | 337 души/km²    | 0,909 | Токио      |
| Монголия      | 1 564 100 km² | 3 170 216 д.     | 2 души/km²      | 0,741 | Улан Батор |
| Северна Корея | 120 538 km²   | 25 549 604 д.    | 198 души/km²    | 0,733 | Пхенян     |
| Южна Корея    | 100 210 km²   | 51 171 706 д.    | 500 души/km²    | 0,903 | Сеул       |
| Тайван        | 36 197 km²    | 23 726 460 д.    | 639 души/km²    | 0,907 | Тайпе      |

## Култура и обичаи
Източноазиатските народи, които в основата си са групирани като китайци, японци, корейци и монголци, имат ясно изразена култура, която силно разчита на дългогодишната традиция. То се отнася и за вярата, образованието, изкуствата и архитектурата. Подобни традиции разчитат на ежедневния живот и труд на населението, което все още живее в голям брой в селските райони. С индустриалното развитие обаче населението все повече се населява в големите градове, където неизбежно започват социални и културни промени. Наблюдава се все по-голям трансфер от номадско-арийската система на живот и обичайно към стационарно земеделие, което бързо се измества към вторичните отрасли.

## Стопанство
Природните особености на източноазиатския регион, в регионален план, са съвсем различни. В северозападните части на Китай и Монголия, заобиколени от високи планини, преобладава сухият климат, с пустинни райони (Такла Макан, Гоби и др.), Полусухи и степни, където населението се занимава с номадско и полу-номадско животновъдство. В долните крайбрежни части на Източна Азия, които са климатични, по-богати и гъсто населени, се развива селското стопанство и особено се развиват животновъдството и птицефермите. Две характерни животни са важни като работещи говеда в Източна Азия: силно – дългокосместо говедо и бивол – което се отглежда и използва в низините за селскостопански работи. Най-развитото от отглеждането е отглеждането на ориз. Култивира се и в низините и терасира в хълмисти райони. Разпръснато е главно по долините на големите реки, особено Хуанг Хе и Ян Цзян. От останалите култури Китай е и най-големият производител на пшеница, царевица, картофи, зеленчукови култури, соя, чай, тютюн и др. Китай също се характеризира с производството на коприна. Източноазиатските морета позволяват развитието на риболов, така че тези държави се считат за риболовни мощности. Източноазиатските страни в миналото са били до голяма степен затворени за икономическо развитие, но след Втората световна война започва бързото и силно индустриално развитие от почти напълно разрушената икономика. В условия на големи популации, където проблемът с храненето е широко разпространен, известно време по-късно, по-точно след 1970 г., Китай започва застойно индустриално развитие. Подобна е ситуацията и в двете корейски държави. Следователно днес Източна Азия е най-развитият индустриален регион в Азия. След 1990 г., тъй като миграционният лимит е намален, миграцията на населението към градовете се увеличава. Китай се характеризира като индустриално-земеделска страна с големи природни ресурси и възможности за бързо развитие. Разработени са черна металургия, машинна промишленост, производство на автомобили, самолети, кораби, вагони и локомотиви, електротехника, химическа, текстилна, хранително-вкусова промишленост и др. Увеличава се строителството на пътища и железници.